# Йеллоустонский национальный парк

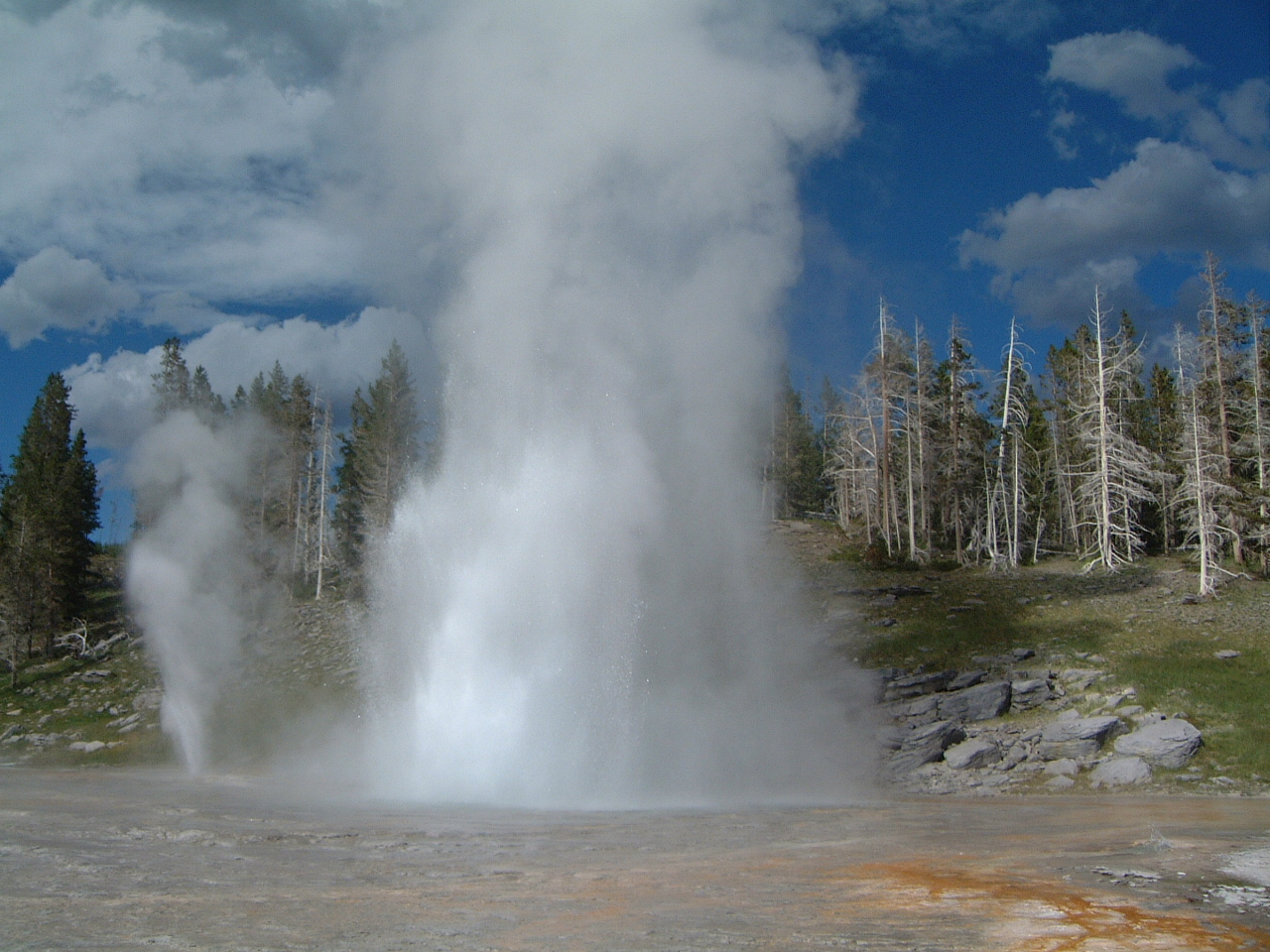
Гранд-гейзер в Йеллоустонском парке

Йе́ллоустонский национа́льный парк, Йе́ллоустон (англ. Yellowstone National Park) — международный биосферный заповедник, объект Всемирного наследия ЮНЕСКО, первый в мире национальный парк (основан 1 марта 1872 года). Находится в США, на территории штатов Вайоминг, Монтана и Айдахо. Парк знаменит многочисленными гейзерами и другими геотермическими объектами, богатой живой природой, живописными ландшафтами. Площадь парка — 8 983 км².
Согласно археологическим данным, люди начали жить на территории, занимаемой парком, 11 000 лет назад. Современные исследователи впервые появились в регионе в 1805 году (участники экспедиции Льюиса и Кларка), но до 1860-х годов здесь не проводилось никакой хозяйственной или научной деятельности. В первые годы после возникновения парка он находился под управлением армии США, а в 1917 году управление было передано созданной за два года до этого Службе национальных парков.
На огромной территории парка находятся озёра, реки, каньоны и пещеры. Озеро Йеллоустон, одно из самых больших высокогорных озёр в Северной Америке, расположено в центре Йеллоустонской кальдеры. Кальдера считается дремлющим супервулканом, самым большим на континенте; он извергался с огромной силой несколько раз за последние два миллиона лет. Большая часть территории парка покрыта застывшей лавой; в парке находится одно из пяти существующих в мире гейзерных полей.
В парке растёт около двух тысяч видов растений, встречаются несколько сотен видов млекопитающих, птиц, пресмыкающихся и рыб, в том числе находящихся под угрозой уничтожения. Большая часть территории покрыта лесом, меньшая — степью. Каждый год случаются лесные пожары; около трети всех лесов выгорело в результате катастрофических пожаров 1988 года. В парке проложено несколько сот километров асфальтовых дорог, по которым осуществляется доступ посетителей. Имеются многочисленные возможности для активного отдыха.

## История
Согласно археологическим данным люди начали жить на территории, которую сейчас занимает парк, по крайней мере 11 000 лет назад. Современные исследователи впервые появились в регионе в 1805 году (экспедиция Льюиса и Кларка), а в 1807 году Джон Колтер, участник экспедиции, обнаружил геотермальные источники. Сообщения об источниках и гейзерах считались недостоверными вплоть до 1860-х годов, когда научная экспедиция Дэвида Фолсома в 1869 году поднялась вдоль реки Йеллоустон к одноимённому озеру. За ней последовали сразу несколько экспедиций, и в 1872 году президент Улисс Грант подписал закон, устанавливающий природоохранную зону — первый в США национальный парк — в местности около озера Йеллоустон. Широкую известность природные достопримечательности парка получили благодаря картинам художника Томаса Морана, в честь которого позднее названа одна из гор в Йеллоустоне.

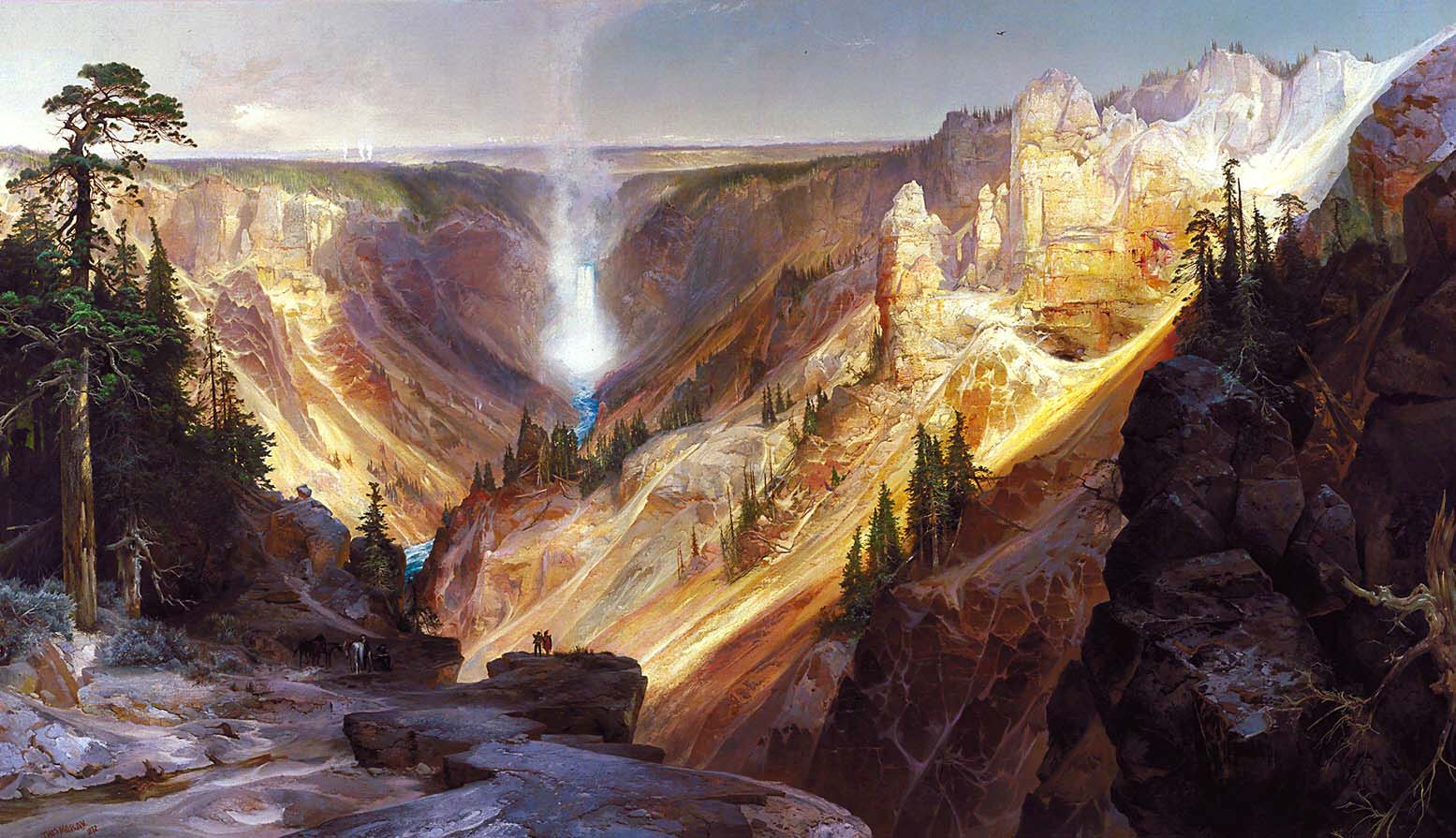
Великий Йеллоустонский каньон. Томас Моран, 1872

Первым суперинтендантом парка был назначен Натаниэль Лэнгфорд. Ему не было выделено достаточно ресурсов (ему даже не платили зарплату), и в результате браконьерство стало настолько серьёзной проблемой в парке, что Лэнгфорд вынужден был уйти в отставку в 1877 году. Его преемник Филетус Норрис добился того, что Конгресс США наконец выделил денежные средства для парка. В частности, на эти деньги были построены дороги и первые туристические объекты. В 1880-е годы к северному выходу (а в 1908 году — и к западному выходу) была подведена железная дорога, что существенно увеличило количество посетителей (железнодорожное сообщение было закрыто в 1960-е годы).
Для борьбы с браконьерством и разрушением природных памятников в 1886 году в парк прибыли части армии США, построившие поселение Кэмп Шеридан (позже переименованное в Форт Йеллоустон) около Мамонтовых горячих источников. В 1916 году была создана Служба национальных парков США, использовавшая опыт армии в управлении парком; 31 октября 1918 года национальный парк Йеллоустон был передан в её подчинение.
Во время Великой депрессии для искусственного увеличения занятости были созданы специальные гражданские части (Гражданский корпус охраны окружающей среды), в задачи которых, среди прочего, входило создание туристической инфраструктуры в национальных парках. С 1933 по 1941 год они построили информационные центры, кемпинги и современную сеть асфальтированных дорог. После краткого упадка в 1940-е годы, связанного с войной, число посетителей вновь увеличилось. Для расширения инфраструктуры управлением национальных парков в 1956 году была принята десятилетняя программа развития, «Миссия 66». Последний по времени туристический комплекс, Кэнион-Вэлли, был построен в 2006 году.
26 октября 1976 года национальный парк Йеллоустон был признан международным биосферным заповедником, а 8 сентября 1978 года включён в список Всемирного наследия ЮНЕСКО (под номером 28, среди первых объектов списка).
В 1995 году в Йеллоустонском национальном парке на волю были выпущены четырнадцать волков.

## География

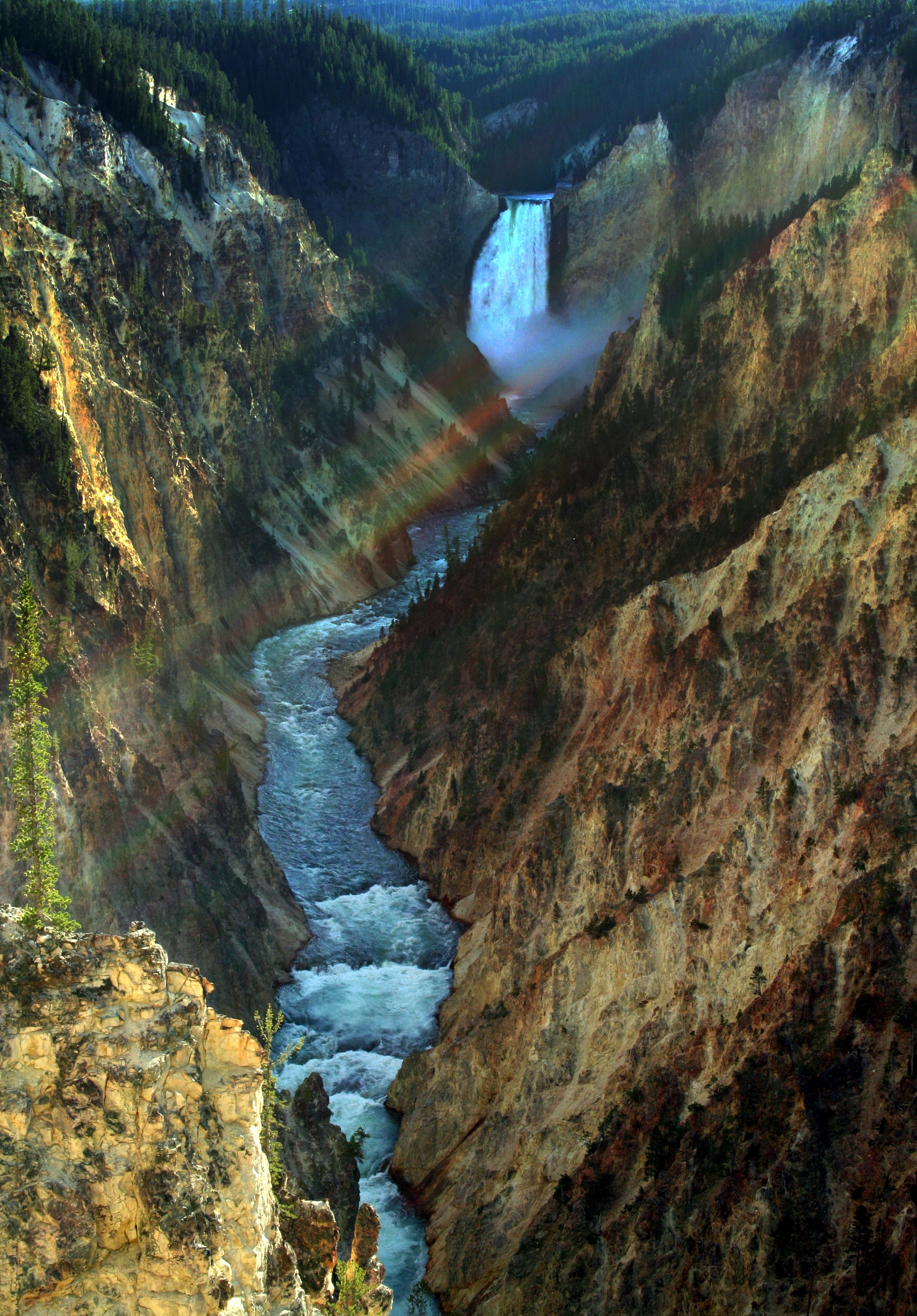
Нижний водопад и каньон реки Йеллоустон

Примерно 96 % территории парка находится в штате Вайоминг, 3 % в штате Монтана, и ещё 1 % — в штате Айдахо. Парк имеет примерно прямоугольную форму. С севера на юг протяжённость Йеллоустонского парка составляет 102 км, с востока на запад 87 км. Протяжённость асфальтовой дороги («Большой петли»), проходящей через основные достопримечательности парка, — 230 км; сюда не входят ни подъезды к выходам из парка, ни боковые ответвления, ни перемычка между Норрис и Кэнион. Реки и озёра занимают 5 процентов территории парка, при этом самое большое озеро, озеро Йеллоустон (352,2 км², глубина 122 м, береговая линия 177 км, высота над уровнем моря 2357 м), является самым большим высокогорным озером в Северной Америке. Леса занимают 80 процентов территории, на большей части остальной площади находятся степи.
Две трети территории парка, включая озеро Йеллоустон и почти все туристические достопримечательности, принадлежит к бассейну Атлантического океана (река Йеллоустон, вытекающая из одноимённого озера — крупнейший приток реки Миссури, которая, в свою очередь, является крупнейшим притоком Миссисипи). Остальная треть относится к бассейну Тихого океана. Река Снейк, протекающая через территорию парка — крупнейший приток реки Колумбия.
Парк расположен на Йеллоустонском плато, на средней высоте примерно 2400 м над уровнем моря. Почти со всех сторон плато ограничено хребтами Скалистых гор высотой от 2700 до 3400 м над уровнем моря: хребет Галлэтин (англ. Gallatin Range) на северо-западе, горы Медвежьего Зуба (англ. Beartooth Mountains) на севере, хребет Абсарока (англ. Absaroka Range) на востоке, хребет Титон (англ. Teton Range) и хребет Мэдисон (англ. Madison Range) на юго-западе и западе. Высшая точка парка — Орлиный пик (англ. Eagle Peak) высотой 3462 м над уровнем моря; низшая находится в долине ручья Риз (англ. Reese Creek), 1610 м, всё это образует активный вулкан Йеллоустон.
В северо-восточной части парка находится один из крупнейших в мире окаменелых лесов: при извержении, произошедшем несколько тысяч лет назад, деревья попали в золу и их древесина минерализовалась. Из 290 водопадов высотой 4,5 м и выше, самый высокий и самый большой по расходу воды — Нижний водопад на реке Йеллоустон, высотой 94 м.
Через плато вода проложила два глубоких каньона — каньон реки Йеллоустон на северо-востоке парка (в нём находятся Верхний и Нижний водопады), и каньон реки Льюис на юге.

## Геология
Йеллоустон находится на северо-восточном краю равнины реки Снейк, гигантской дуги, вырезанной в горах, которая показывает путь Северо-Американской тектонической плиты через центр активности земной мантии за последние 17 миллионов лет. Современные пейзажи парка отражают последние проявления активности этого центра, расположенного тут совсем близко к поверхности земли под земной корой. Йеллоустонская кальдера — самая большая вулканическая система Северной Америки. Часто её называют «супервулканом», так как она образовалась в результате катастрофического извержения 630 тысяч лет назад. В парке прослеживаются также и следы двух других, более ранних извержений, оставивших после себя скальные образования из вулканического туфа. Все три извержения подняли огромное количество пыли, которую разнесло по всей Северной Америке. Остатки пыли были обнаружены в сотнях километров от парка. Предположительно, образовавшиеся пепел и газы поднялись в атмосферу и привели к изменению климата и исчезновению многих видов животных и растений, в основном в Северной Америке.

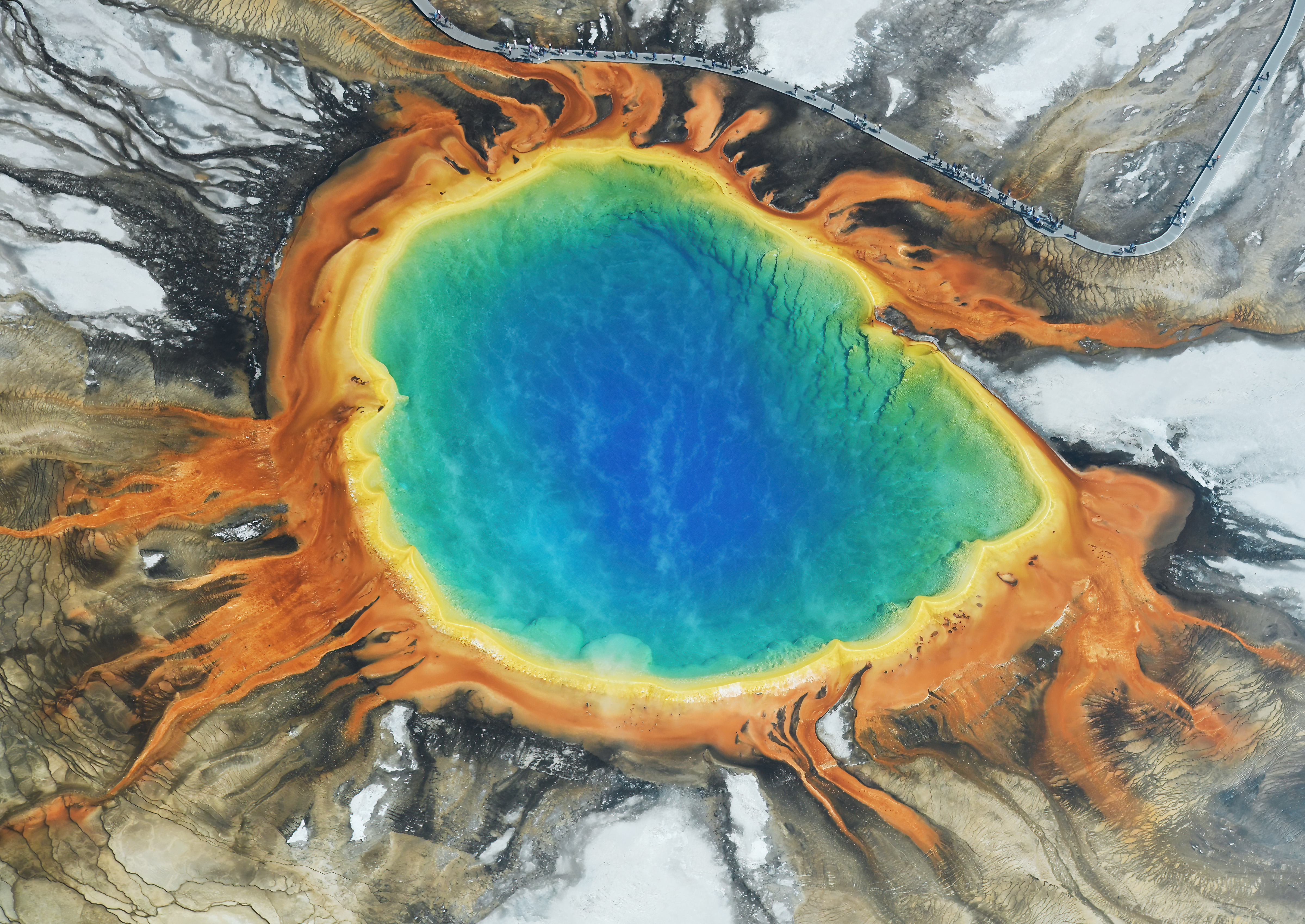
Большой призматический источник. Благодаря ярко окрашенным бактериям и водорослям дно мелкого озера, образовавшегося у выхода источника, переливается всеми цветами радуги

Ещё одно, относительно небольшое извержение, произошло 160 тысяч лет назад и привело к образованию небольшой кальдеры в западной части Йеллоустонского озера. Два последующих вулканических цикла, последний из которых завершился 70 тысяч лет назад, привели к тому, что большая часть этой кальдеры оказалась погребённой под толстыми застывшими потоками лавы.
Извержения, начавшиеся 630 тысяч лет назад и происходившие постоянно, пока соответствующий период активности не закончился 70 тысяч лет назад, оставили множество следов на территории парка. Йеллоустонскую кальдеру регулярно заливали потоки лавы: остатки риолитовой лавы можно видеть на Обсидиановых скалах (англ. Obsidian Cliffs), остатки базальтовой лавы — на скалах Шипитерс (англ. Sheepeaters Cliffs). Слои лавы лучше всего заметны на склонах каньона реки Йеллоустон. Резкий профиль каньона ясно указывает, что он был проложен рекой, вынужденной размывать слои лавы, а не ледником.
Йеллоустон — это громадное гейзерное поле. На территории парка находятся около 3 тысяч гейзеров, что составляет 2/3 всех гейзеров в мире. Среди них — самый большой в мире гейзер «Пароход» (англ. Steamboat Geyser), а также один из самых известных — гейзер «Старый служака», выбрасывающий струи горячей воды на высоту более сорока метров с интервалом от 45 до 125 минут, однако преимущественно извержения происходят с интервалом в 90 минут — именно благодаря своей предсказуемости гейзер и стал столь популярным.
Всего в мире существует 5 гейзерных полей, включая Йеллоустон. Другие, менее масштабные гейзерные поля: 1) в России — Долина гейзеров в северной части полуострова Камчатки, около 40 гейзеров (расположена в малонаселённой местности, доступной туристам только на вертолёте); 2) в Чили — Эль-Татио — в горах недалеко от границы с Боливией, в 100 км по горной дороге к северу от посёлка Сан-Педро-де-Атакама, примерно 80 гейзеров; 3) в Новой Зеландии — район Уаимангу возле города Роторуа на Северном острове; 4) гейзерные поля в Исландии. Среди этих пяти мест Национальный парк Йеллоустон — самая уникальная и наиболее посещаемая на Земле территория с гейзерными полями.
Кроме гейзеров, в парке находится около десяти тысяч разнообразных геотермальных источников, в том числе горячие и сероводородные источники, грязевые вулканы и множество других. Это половина всех геотермальных источников в мире. В мае 2001 года была создана Йеллоустонская вулканическая обсерватория. В число её задач входит не только наблюдение за вулканической и геотермальной активностью, но и оценка возможной опасности, связанной с этой активностью.

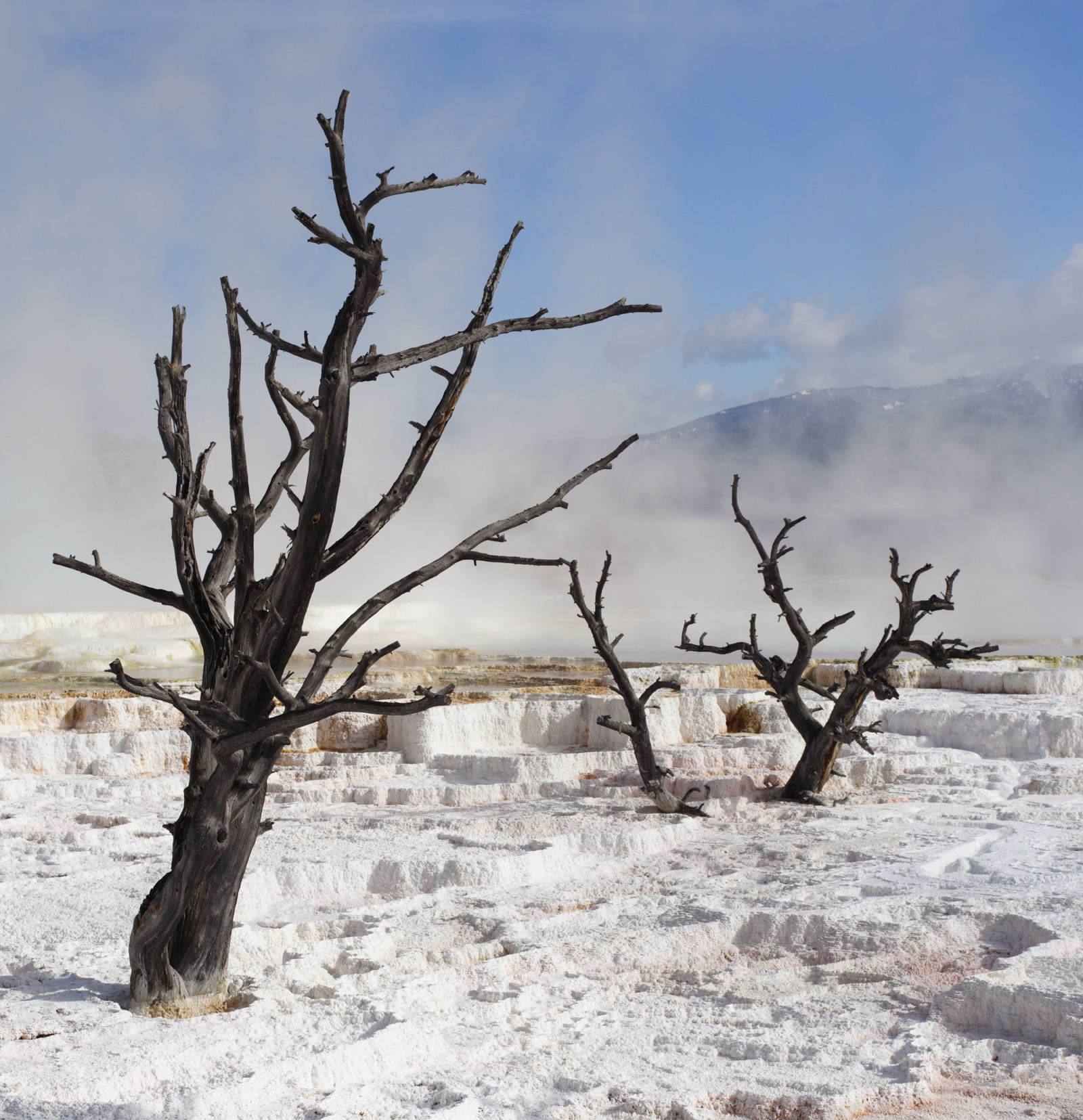
Мёртвые деревья на термальных источниках

Так, в 2003 году доступ туристов в бассейн гейзеров Норрис был ограничен, так как была зарегистрирована повышенная активность и более высокая температура воды по сравнению с обычной у некоторых гейзеров бассейна. Несколько гейзеров стали столь горячими, что испускали пар вместо воды. Одновременно исследования обнаружили неизвестный конус на дне Йеллоустонского озера, который, впрочем, не представлял угрозы немедленного извержения. В 2004 году пять бизонов погибли от геотермальных газов в бассейне Норрис. В 2006 году было обнаружено, что почва сразу в двух местах в парке поднимается со скоростью 4-6 сантиметров в год. Это вызвало повышенный интерес средств массовой информации к вулканической и геотермальной активности в парке. Эксперты настаивают на том, что в ближайшее время нет повышенного риска извержения.
Каждый год в парке Йеллоустон происходят тысячи мелких землетрясений. Почти все они незаметны для человека. В историческое время произошло по крайней мере шесть значительных землетрясений магнитудой 6 и выше, в том числе землетрясение 1959 года магнитудой 7,5 с эпицентром чуть севернее границы парка. Это землетрясение привело к огромному оползню, частично разрушившему дамбу, защищавшую озеро Хебген (англ. Hebgen Lake). Осадочные породы, вынесенные оползнем, непосредственно ниже по течению перегородили реку и создали новое озеро Куэйк. В результате землетрясения погибли 28 человек, началось извержение нескольких гейзеров в северо-западной части парка, образовались большие трещины в грунте, извергающие пар, некоторые горячие источники с чистой водой стали грязными. 30 июня 1975 года внутри парка произошло землетрясение магнитуды 6,1, но разрушения были незначительными. В течение трёх месяцев в 1985 году было зарегистрировано около трёх тысяч небольших землетрясений в северо-западной части парка, что, по всей видимости, было связано с опусканием Йеллоустонской кальдеры. В парке постоянно происходят более мелкие группы землетрясений (в апреле-мае 2007 года было отмечено 16 землетрясений магнитудой до 2,7).
В 2014 году произошло более шести десятков землетрясений, одно из крупнейших было магнитудой 4,8. Это сильнейшие толчки за 30-летнюю историю наблюдений.

## Флора

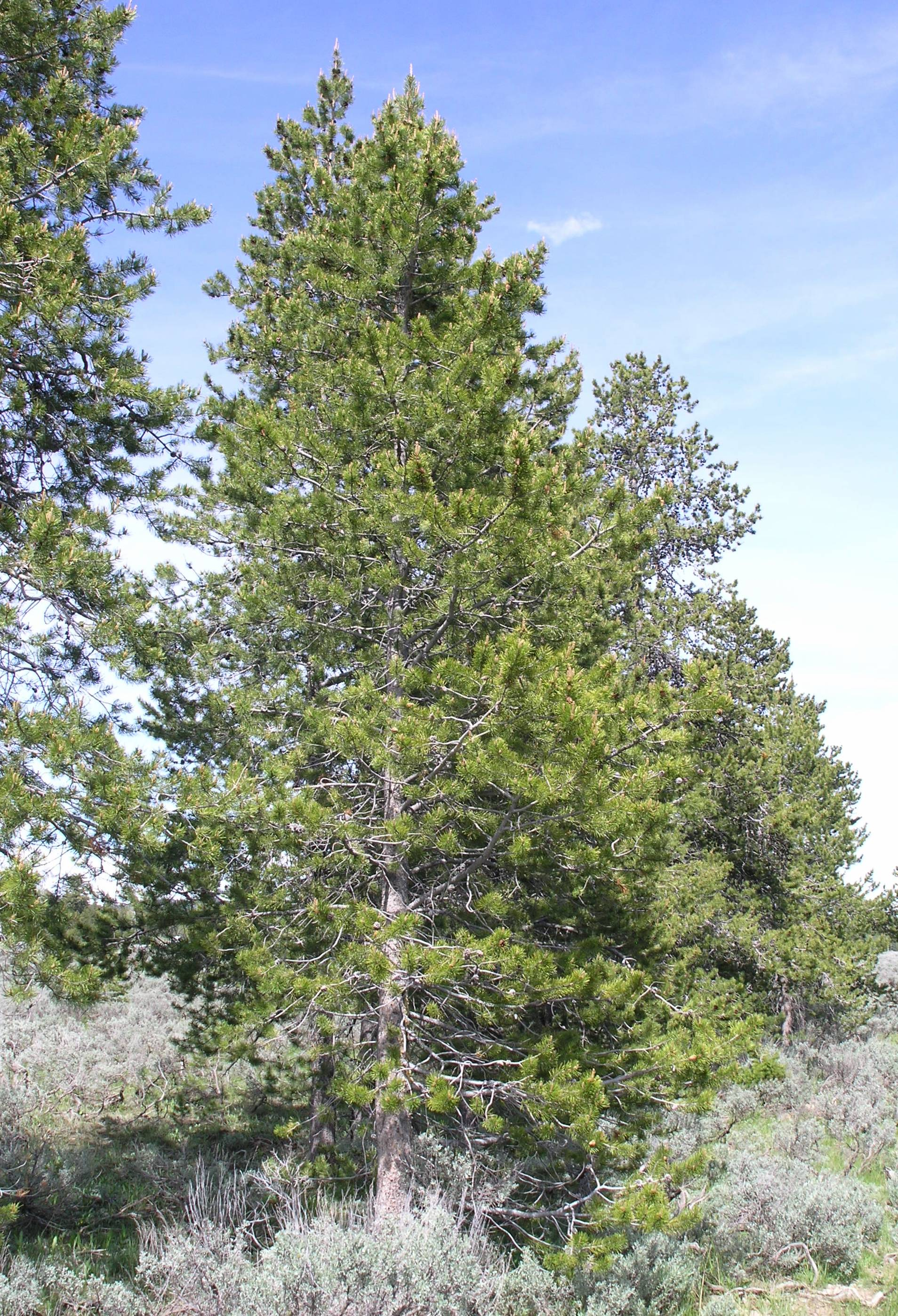
Сосна на вершине Сигнальной горы

В парке произрастают 1870 видов растений, из которых 1700 — местные виды, а ещё 170 являются предположительно заносными. Имеется восемь видов хвойных деревьев, при этом скрученная широкохвойная сосна занимает 80 процентов всех лесных площадей. Другие виды, в том числе псевдотсуга Мензиса и сосна белокорая, встречаются небольшими группами по всей территории парка, при этом около семи процентов популяции этого вида сосны поражено грибом-паразитом Cronartium ribicola, который вызывает так называемую пузырчатую ржавчину. Ещё одно хвойное дерево, растущее в парке, — сосна горная веймутова. Самые частые лиственные деревья — осины, ивы, берёзы (встречаются большей частью в подлеске). Площадь осиновых лесов в парке уменьшалась в течение всего XX века, но недавно вновь стала увеличиваться.
Большая часть цветковых растений цветёт в период между маем и сентябрём. Одно из них, аброния песколюбивая, или йеллоустонская песчаная вербена (Abronia ammophila) из семейства никтагиновые (Nyctaginaceae), обнаружено в диком виде только в границах парка; другие виды абронии обычно растут в гораздо более тёплом климате, и появление в парке этого растения, по всей видимости, связано с микроклиматом, создаваемым геотермическими источниками. Это редкое растение существует примерно в 8000 экземплярах, все они растут в песчаных почвах по берегам озера Йеллоустон.
Ещё одно из эндемичных растений парка — злак Agrostis rossae из рода полевица.
В горячих водах озера наблюдается образование бактериальных колоний причудливой формы, состоящих из триллионов бактерий. Бактерия Thermus aquaticus, живущая в озере, широко используется в исследованиях генома.
Заносные растения распространились на территории парка относительно недавно. Большая их часть встречается в местах наибольшей концентрации туристов, особенно вдоль дорог, но есть и примеры их распространения вглубь парка, что угрожает местным видам. Среди наиболее активно распространяющихся заносных растений можно отметить тимофеевку луговую (Phleum pratense) и неравноцветник кровельный (Bromus tectorum). С некоторыми заносными растениями приходится бороться прополкой и распылением ядовитых веществ.

## Фауна

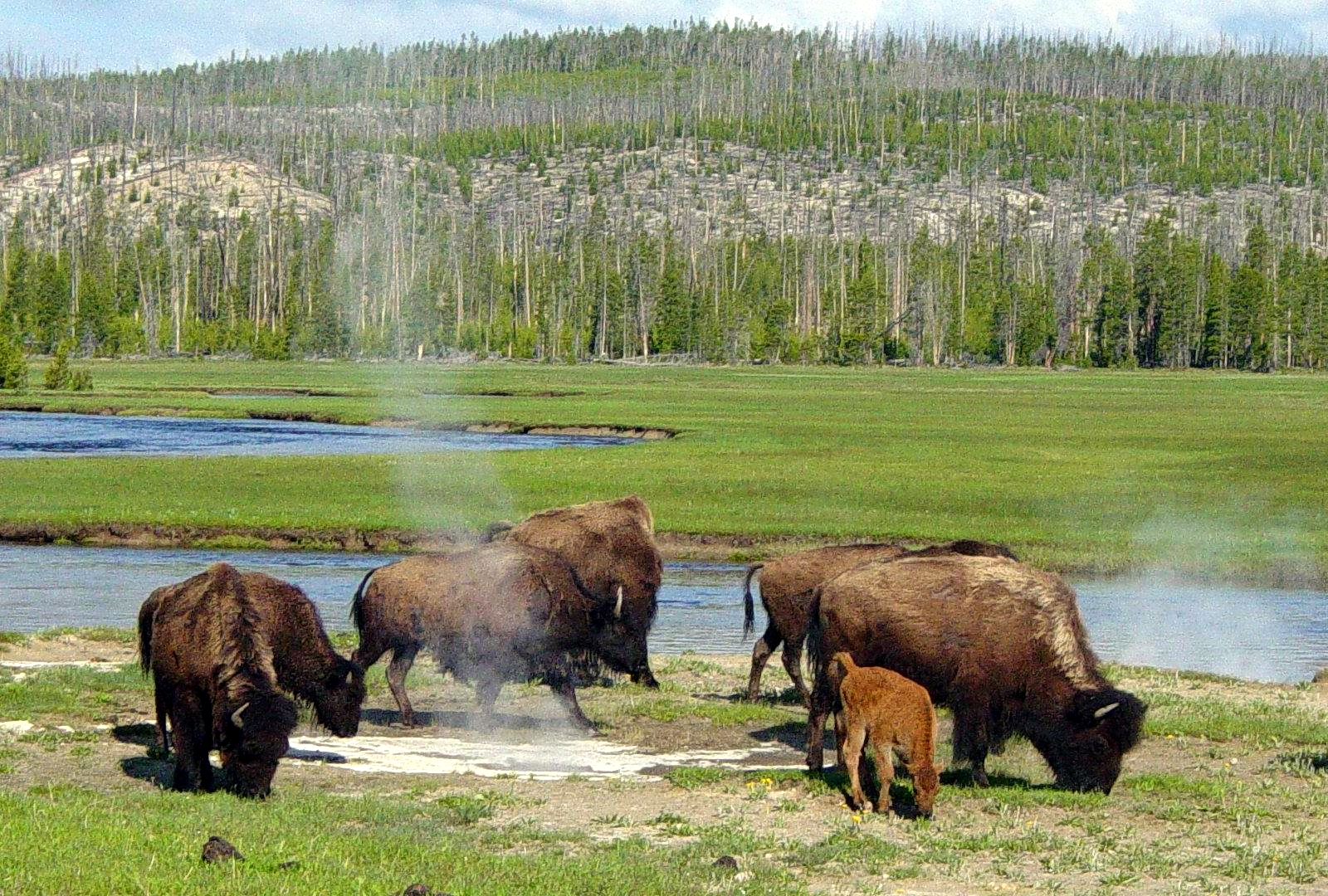
Бизоны у горячего источника

В парке водятся почти 60 видов млекопитающих, в том числе редкие: макензийский равнинный волк, рысь и гризли. Среди больших млекопитающих встречаются также бизон, барибал, вапити, американский лось, чернохвостый олень, снежная коза, вилорог, толсторог и пума.
Поголовье бизона в парке относительно велико, около четырёх тысяч, и одно из самых больших в США. Это вызывает озабоченность фермеров, опасающихся, что бизоны передадут инфекции домашним коровам. Как минимум половина бизонов парка заражена бруцеллёзом, но случаев заражения домашнего скота пока не зафиксировано. Служащие парка периодически вынуждены загонять бизонов, вышедших с территории парка, обратно.
В 1926 году в рамках мер по защите поголовья вапити в парке Йеллоустон была полностью уничтожена популяция волков, после чего койот стал самым большим хищником, охотящимся на грызунов. Но койоты не охотятся на больших копытных, и в результате случаи болезней среди последних существенно участились. Практика уничтожения волков была прекращена в парке только в 1935 году. Затем пришлось принимать меры по их защите. В 1973 году Конгресс США принял Акт о видах под угрозой уничтожения, упоминающий в том числе волков. В 1990-е годы в парке выпустили 66 макензийских равнинных волков; в 2005 году в парке их численность составляла 118 голов.
В парке и окрестностях живут, по оценкам, 600 медведей гризли, причём около половины из них в парке. Поголовье вапити составляет примерно 30 тысяч. К редким видам из больших млекопитающих относятся пума (25 особей) и росомаха (количество неизвестно). В 2003 были замечены следы рыси, но саму рысь увидеть с 1998 года не удавалось.
В парке водятся 18 видов рыб, в том числе йеллоустонский лосось (Oncorhynchus clarki bouvieri), 6 видов рептилий (черепахи и змеи), 4 вида амфибий и 311 видов птиц (в том числе исключительно редкий американский журавль, а также белоголовый орлан, американский белый пеликан и лебедь-трубач). Почти все виды птиц гнездятся в парке.

## Лесные пожары

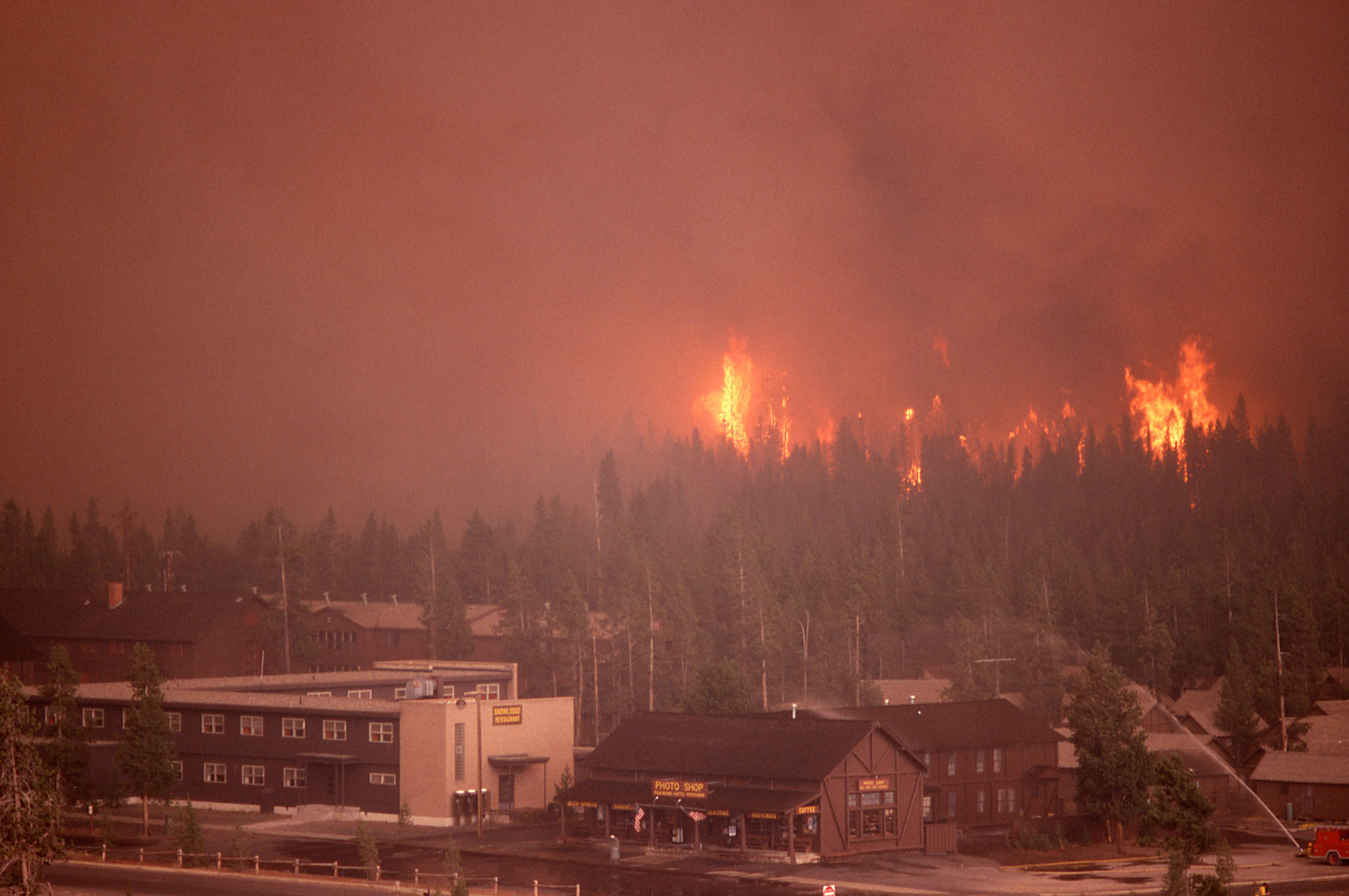
Пожары 1988 года подходят к комплексу около гейзера «Старый служака»

Пожары встречаются в естественных экосистемах, и растения, так или иначе, к ним приспособились. Так, у пихты Дугласа толстая кора, которая в большинстве случаев защищает сердцевину от пожара. Шишки сосны скрученной широкохвойной открываются при повышении температуры, так как плавится смола, скрепляющая чешуйки, и семена сосны при пожаре разлетаются. Деревья, которые защищены хуже, растут во влажных местах, где меньше вероятность пожара, или размножаются вегетативно от неповреждённых пожаром корней. По оценкам, в экосистемах, подобных Йеллоустонскому парку, низовые пожары (при которых сгорает трава) происходят раз в 30—35 лет, а лесные пожары — раз в 300 лет.
Ежегодно в парке от удара молнии возникает в среднем 35 лесных пожаров, а от шести до десяти начинаются, как правило, из-за неосторожности людей. В парке находятся три пожарных вышки, кроме того, для предотвращения пожаров производится постоянный осмотр территории парка с воздуха. Основной сезон пожаров — с конца июня по середину сентября, пожары во второй половине дня отличаются большей интенсивностью. Подавляющее большинство пожаров распространяется не больше чем на полгектара, и только в исключительных случаях пожары успевают распространиться более, чем на 40 гектаров до того, как потухнут естественным путём. В настоящее время политика парка состоит в том, что пожары искусственного происхождения нужно тушить, а за пожарами естественного происхождения следует наблюдать и тушить только в том случае, когда они угрожают людям, зданиям или выходят из-под контроля. Практикуются также специальные плановые поджоги под тщательным контролем пожарных и рейнджеров, с целью выжечь сухую древесину и предотвратить возможность большого неконтролируемого пожара в будущем. Эта практика установилась только в 1970-е годы, до этого считалось, что любые пожары безусловно вредны. В результате увеличилось количество сухой древесины, и в дальнейшем лесные пожары стали выходить из-под контроля, и политика тушения пожаров естественного происхождения была изменена.
В сухое лето 1988 года (самый сухой год за время наблюдения) в парке произошли катастрофические пожары. В день их наибольшего распространения, 20 августа, сгорело 610 км² леса. За всё время пожары затронули 3213 км² леса, что составляет примерно 36 процентов площади парка. Погибли двое пожарных, материальный ущерб составил 120 миллионов долларов. Пожары прекратились сами собой осенью из-за дождей. Их следы в настоящее время хорошо заметны в парке.

## Климат
Так как парк находится в горах, на его территории имеются заметные климатические различия. Рекордно высокая температура (37 °C) наблюдалась в 1936 году, рекордно низкая (-54 °C) в 1933 году. Летом (с июня по начало сентября) максимальная дневная температура 20-25 °C, ночью высоко в горах может опускаться ниже нуля. Летом часто случаются грозы. Весной и летом дневная температура обычно колеблется между 0 и 20 °C градусами, ночная — между −5 и −20 °C. Средние зимние температуры ниже −5 °C.
Уровень осадков сильно варьирует по всей территории парка. Меньше всего — 380 мм в год — выпадает около Мамонтовых горячих источников, больше всего — 2000 мм в год — на северо-западе парка. Снег может выпасть в любое время года.
Очень редко случаются торнадо. Наиболее сильный ураган зафиксирован 21 июля 1987 года, скорость ветра составила от 93 до 116 м/с. После торнадо осталась полоса поваленного леса шириной около 3 км и длиной 38 км.

## Туристический потенциал

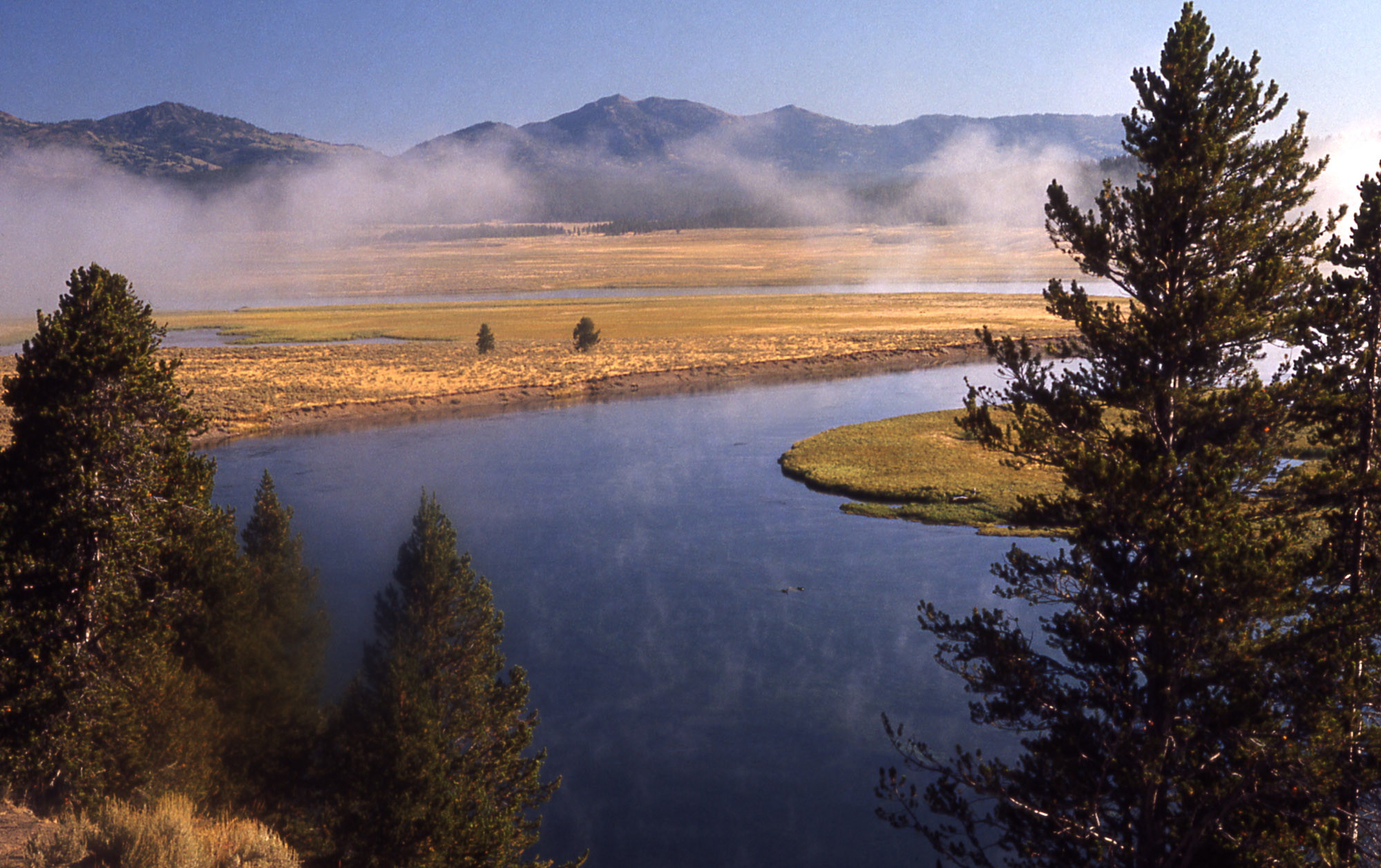
Геотермическая активность

Йеллоустонский национальный парк является одним из самых посещаемых в США. С 1960-х годов его ежегодно посещают не менее двух миллионов туристов. В 2006 году парк посетили 2 870 295 человек. Девять отелей (2238 номеров), магазины, заправочные станции и большинство кемпингов управляются концессионерами парка, на предприятиях которых в пиковый период (летом) заняты 3700 человек. Кроме них в парке работают 800 постоянных и сезонных сотрудников Службы национальных парков США.
В национальном парке находятся 9 информационных центров и музеев, некоторые из которых отнесены к историческим памятникам.
В летний период места в отелях и кемпингax нужно резервировать за несколько месяцев вперёд. Многие посетители останавливаются также в ближайших населённых пунктах, расположенных за пределами парка (Уэст-Йеллоустон, Джэксон, Кук-Сити и др.
Через парк проходят несколько асфальтированных дорог, ведущих к главным достопримечательностям. Эти дороги организованы в виде большой восьмёрки, т. н. «Большого кольца», имеющего в длину 225 км и охватывающего основные достопримечательности парка. «Большое кольцо» соединено радиальными дорогами с пятью выездами из парка. Общая протяжённость асфальтированных дорог составляет 499 км. На зиму почти все они закрыты для автомобильного движения из-за того, что проходят через перевалы.
С июля по сентябрь до парка можно добраться на автобусах от Солт-Лейк-Сити и Бозмена; в самом парке общественного транспорта нет.
В парке проложено 1770 км маркированных троп. Альпинизм и скалолазание не развиты в связи с тем, что горы в Йеллоустонском парке состоят в основном из очень хрупких вулканических пород. Охота полностью запрещена, а домашних животных можно выводить на прогулку только на поводке и только вблизи дорог, в кемпингах или вблизи информационных центров. Лов рыбы разрешён после получения соответствующей лицензии.

## В нумизматике
В 2010 году в США была выпущена монета номиналом 25 центов «Йеллоустон» (штат Вайоминг) из серии «Национальные парки США». Материал — медно-никелевый сплав.

## Отражение в культуре
- В Йеллоустонском парке происходит действие многих рассказов о животных писателя-натуралиста Эрнеста Сеттона-Томпсона.
- Йеллоустонский супервулкан популярен как тема фильмов о вулканических катастрофах:
  - 2005 — британский фильм-катастрофа «Супервулкан».
  - 2009 — британский документальный фильм «Йеллоустон»[англ.].
  - 2009 — американский фильм-катастрофа «2012».
  - 2018—2025 американский сериал «Йеллоустон».